# Emiel Verrecas
Emiel Verrecas (Brugge, 10 september 1919 - na 1996) was een Belgisch kunstschilder, behorende tot de Brugse School.

## Levensloop
Verrecas was een van de tien kinderen van Raphaël Verrecas (1875-1950) en Victorine Gydé (1883-1971). Raphaël was schoenmaker, met als bijverdiensten, activiteiten als lantaarnontsteker, klokkenluider en lijkendrager.
Emiel liep lagere school bij de Broeders van Liefde, in de Violierstraat, waar het gezin ook woonde. Hij werd vervolgens leerjongen in de drukkerij van Désiré Walleyn.
Tegelijk volgde hij lessen aan de Brugse Kunstacademie, bij Lionel Poupaert en Jules Fonteyne.
In 1938 begon hij aan zijn legerdienst. Hij nam deel aan de Achttiendaagse Veldtocht in mei 1940, werd krijgsgevangen, ontsnapte en keerde naar Brugge terug, waar hij opnieuw als drukker werkte, eerst weer bij Walleyn en vanaf 1946 bij Die Keure. In 1942 trouwde hij met Aldegonde Devestel (°1919). Ze kregen een dochter, die beeldhouwster werd.
Na de oorlog volgde hij opnieuw lessen aan de Brugse kunstacademie, voornamelijk bij Lionel Poupaert. In 1951 kreeg hij prijzen voor tekenen en schilderen. Van 1949 tot 1952 werkte hij ook in het atelier van August Costenoble. Hij werd toen ook lid van de 'Westvlaame Kunstkring'.
Tussen 1952 en 1975 hield hij elf individuele tentoonstellingen en was hij productief in heel wat genres. Vanaf 1962, toen zijn drukkersloopbaan na een verkeersongeval ten einde liep, werd hij voltijds kunstschilder. Na 1975 hield hij geen tentoonstellingen meer en uitte zich verbitterd over de hoge kosten hieraan verbonden en over de inhaligheid van galeriehouders.
Hij schilderde Brugse stadsgezichten, landschappen, havengezichten, vissersleven, stillevens. bloemstukken. Bij de portretten schilderde hij vaak clowns. In 1972 hield hij een tentoonstelling van zijn traditioneel werk in het atelier Pourbus en tegelijk, onder het anagram 'Sacerrev' stelde hij in 'Hotelboot De Barge' een aantal surrealistische en maatschappijkritische werken ten toon. Deze laatste hadden passende namen zoals: De Gestorven Zwaan, De Roddelaars, De Idolen, Een Godheid en de Wereld, De Man met de Vier Gezichten, De Groten pakken de Kleinen, De Vrek en de Dood, De Gebarsten Aarde, De Nieuwe Armoede en De Onzekere Tijd.
Verrecas werd geprezen voor zijn technische vaardigheid en voor zijn kleurenpalet, waarbij goud, geel en paars overheersten.